# Amade Alabás
Amade Alabás (em árabe: أحمد العباس; romaniz.: Ahmad al-Abbas) foi um rei de Marrocos da Dinastia Saadi, reinou entre 1654 e 1659. Foi antecedido no trono por Maomé Axeique Açaguir, e foi seguido no trono por Arraxide de Marrocos, o primeiro da Dinastia Alauita.